# 长岭街道 (广州市)
长岭街道是中华人民共和国广东省广州市黄埔区下辖的一个街道办事处。
2018年8月31日，广州市人民政府批准:同意设立长岭街道办事处。原萝岗街道办事处管辖的水西社区、长平社区、岭头社区、黄登社区、黄麻社区、长岭社区划归新设立的长岭街道办事处。长岭街道办事处驻长岭路71号。

## 行政区划
长岭街道下辖以下村级行政区划单位：
水西社区、长平社区、黄登社区、黄麻社区、岭头社区、长岭社区、和苑东社区、和苑南社区、山景城社区。

## 交通

### 地铁
- █7号线：水西站
- █21号线：水西站、长平站

### 有轨电车
- █黄埔有轨1号线：地铁水西站、峻泰路站、水西站、北师大实验学校站、地铁长平站、羌洞站、长岭居小学站、岭头站、干部健康中心站、岭头东站、贤江西站